# Geodätische Krümmung
Die geodätische Krümmung ist ein Begriff aus der klassischen Differentialgeometrie und bezeichnet bei einer Kurve auf einer Fläche denjenigen Anteil der Krümmung dieser Kurve, der in der Fläche gemessen werden kann. Anschaulich ist sie die Krümmung der in die Tangentialebene projizierten Kurve.
Die geodätische Krümmung ist eine von der Fläche abhängige Eigenschaft der Kurve. Sie gehört zur inneren Geometrie der Fläche, d. h., sie kann auch ohne Kenntnis der Krümmung der Fläche im Raum bestimmt werden. Kurven mit der geodätischen Krümmung 0 werden als Geodäten bezeichnet. Sie bilden lokal den kürzesten Abstand zwischen zwei Punkten in der Fläche.

## Definition
Im dreidimensionalen Raum ({\displaystyle \mathbb {R} ^{3}}) seien {\displaystyle S} eine  Fläche mit dem Normaleneinheitsvektor {\displaystyle {\vec {n}}}
sowie {\displaystyle {\vec {r}}(s)} eine nach der Bogenlänge {\displaystyle s}
parametrisierte differenzierbare Kurve auf {\displaystyle S}. Dann heißt
{\displaystyle \kappa _{g}(s)={\frac {\mathrm {d} ^{2}{\vec {r}}(s)}{\mathrm {d} s^{2}}}\cdot \left({\vec {n}}({\vec {r}}(s))\times {\frac {\mathrm {d} {\vec {r}}(s)}{\mathrm {d} s}}\right)=\left[{\frac {\mathrm {d} ^{2}{\vec {r}}(s)}{\mathrm {d} s^{2}}},{\vec {n}}({\vec {r}}(s)),{\frac {\mathrm {d} {\vec {r}}(s)}{\mathrm {d} s}}\right]}
die geodätische Krümmung von {\displaystyle {\vec {r}}(s)} bezüglich {\displaystyle S}. Die eckigen Klammern im obigen Ausdruck bezeichnen dabei das Spatprodukt.

## Zusammenhang zur Normalkrümmung
Der (Raum-)Krümmungsvektor {\displaystyle {\mathrm {d} ^{2}{\vec {r}}(s)}/{\mathrm {d} s^{2}}} kann nach den Ableitungsgleichungen von Burali-Forti in zwei Anteile aufgeteilt werden: einen Anteil, der tangential zur Fläche ist, und einen Anteil, der orthogonal zur Fläche ist:
{\displaystyle {\frac {\mathrm {d} ^{2}{\vec {r}}(s)}{\mathrm {d} s^{2}}}={\frac {\mathrm {d} {\vec {t}}(s)}{\mathrm {d} s}}=\kappa _{g}(s)\cdot ({\vec {n}}({\vec {r}}(s))\times {\vec {t}}(s))\,+\,\kappa _{n}(s)\cdot {\vec {n}}({\vec {r}}(s)),}
wobei {\displaystyle {\vec {t}}(s)={\mathrm {d} {\vec {r}}(s)}/{\mathrm {d} s}} der Tangentenvektor der Kurve ist. Die Krümmung {\displaystyle \kappa _{n}(s)} wird als Normalkrümmung bezüglich der Fläche {\displaystyle S} bezeichnet. 
Sie ist die Krümmung jener Kurve im betrachteten Punkt {\displaystyle P}, die durch Schnitt von {\displaystyle S} mit einer zur Tangentialebene in {\displaystyle P} orthogonalen Ebene entsteht. Die Normalkrümmung ist daher abhängig von der Richtung der Kurve in {\displaystyle P}, welche durch die Ausrichtung der Schnittebene (Rotation um den Normalvektor der Fläche in {\displaystyle P}) bestimmt ist. Die Extremwerte der Normalkrümmung werden als Hauptkrümmungen, die dazugehörigen Kurvenrichtungen als Hauptkrümmungsrichtungen bezeichnet.
Für die Raumkrümmung einer Kurve gilt:
{\displaystyle \kappa (s)=\left|{\frac {\mathrm {d} ^{2}{\vec {r}}(s)}{\mathrm {d} s^{2}}}\right|={\sqrt {(\kappa _{n}(s))^{2}+(\kappa _{g}(s))^{2}}}.}
Bezeichnet {\displaystyle \psi } den Winkel zwischen dem Normalenvektor {\displaystyle {\vec {n}}} der Fläche und dem Hauptnormalenvektor der Kurve, so gilt:
{\displaystyle \kappa _{g}=\pm \,\kappa \sin \psi .}

## Beispiel
Auf der Kugelfläche mit der Parameterdarstellung
{\displaystyle {\vec {r}}(\vartheta ,\varphi )=R{\begin{pmatrix}\sin \vartheta \cdot \cos \varphi \\\sin \vartheta \cdot \sin \varphi \\\cos \vartheta \end{pmatrix}}}
beträgt die geodätische Krümmung der Längenkreise ({\displaystyle \varphi =\mathrm {const.} }) {\displaystyle \kappa _{g}=0}. Für die Breitenkreise ({\displaystyle \vartheta =\mathrm {const.} }) gilt: {\displaystyle \kappa _{g}=1/(R\tan \vartheta )}. 

## Eigenschaften
- Die geodätische Krümmung ist eine Größe der inneren Geometrie von Flächen, d. h., sie hängt neben dem Verlauf der Kurve lediglich von der ersten Fundamentalform der Fläche und deren Ableitungen ab. Sie kann also allein durch Längen- und Winkelmessungen innerhalb der Fläche bestimmt werden, ohne dass die räumliche Form dieser Fläche bekannt sein muss.

- Durch die Vorgabe der geodätischen Krümmung {\displaystyle \kappa _{g}(s)} sowie eines Anfangspunktes und einer Anfangsrichtung wird eine Flächenkurve eindeutig festgelegt.

- Besondere Bedeutung haben Flächenkurven mit der geodätischen Krümmung 0. Sie werden als Geodäten bezeichnet und bilden den (lokal) kürzesten Abstand zwischen zwei Punkten auf der Fläche.

- Die geodätische Krümmung {\displaystyle \kappa _{g}} ist vorzeichenbehaftet. Kehrt man die Orientierung von {\displaystyle S} oder den Durchlaufsinn von {\displaystyle {\vec {r}}(s)} um, wechselt {\displaystyle \kappa _{g}} das Vorzeichen.

- Der Satz von Gauß-Bonnet stellt einen Zusammenhang zwischen der gaußschen Krümmung eines begrenzten Bereichs einer Fläche und der geodätischen Krümmung der Randkurve dieser Fläche her.